# Леон ван дер Торе
Леон (Лендерт) ван дер Торе (хол. Leon (Leendert) van der Torre; Ротердам, 18. март 1968) је професор информатике на Универзитету у Луксембургу и шеф групе за Индивидуално и колективно резоновање (енгл. Individual and Collective Reasoning). Леон ван дер Торе се бави истраживањима из деонтичке логике и мулти-агент система. Оснивач је лабораторије за роботику на Универзитету у Луксембургу.

## Биографија
Леон ван дер Торе је студирао информатику на Ерасмус Универзитету у Ротердаму. Изучавао је деонтичку логику и њену везу са немонотоним логикама. Одбранио је докторску дисертацију на Универзитету Ерасмус 1997. године. 
Након позиција које је имао у Холандији, Француској и Немачкој, постао је професор на Универзитету у Луксембургу у јануару 2006. године.
У периоду од јануара до јула 2013. године био је гостујући професор на Универзитету Станфорд.